# أولريش إس. شوبرت
أولريش إس. شوبرت (بالألمانية: Ulrich S. Schubert) هو كيميائي ألماني، ولد في 17 يوليو 1969 في توبينغن في ألمانيا.